# 15 cm sIG 33B Selbstfahrlafette
15 cm sIG 33B Selbstfahrlafette, skrót: 15 cm sIG 33B (Sfl.) – niemieckie działo samobieżne wsparcia piechoty z okresu II wojny światowej, oparte na zmodyfikowanym podwoziu czołgu PzKpfw II. Zbudowane w małej serii 12 sztuk, użytej podczas walk w Afryce północnej. Po wojnie używane w wojnie izraelsko-egipskiej. Znane także mylnie w literaturze jako Sturmpanzer II Bison.

## Historia rozwoju
Kampania francuska 1940 roku była debiutem bojowym dział samobieżnych 15 cm sIG 33 (Sf) auf Pzkpfw I, powstałych przez ustawienie ciężkiego działa piechoty sIG 33 kalibru 15 cm (149 mm) na zaadaptowanym podwoziu przestarzałego czołgu lekkiego PzKpfw I. Okazały się one bardzo skuteczne, ale jednocześnie potwierdziły się wady zauważone podczas testów tego pojazdu – wysoka sylwetka, mała stabilność pojazdu oraz przeciążenie podwozia. Jeszcze przed tą kampanią, na początku 1940 roku rozpoczęto prace nad projektami następnych dział samobieżnych kalibru 150 mm.
W 1940 roku firma Alkett z Berlina zbudowała doświadczalne działa samobieżne 15 cm sIG 33 na nieco większym podwoziu czołgu lekkiego PzKpfw II Ausf. B. Pierwotnie całe działo wraz z kołami umieszczone zostało nad kadłubem czołgu, bliżej tyłu, jednakże rozwiązanie to okazało się nieudane z uwagi na przechyły do tyłu po strzale. W drugiej wersji działo bez kół umieszczone zostało bliżej przodu kadłuba PzKpfw II. Jego testy w czerwcu 1940 roku wykazały, że takie rozwiązanie jest bardziej udane, aczkolwiek brak jest bliższych opisów tego pojazdu. 
W październiku 1940 roku Alkett ukończył prototyp, w którym działo zabudowano wewnątrz odkrytego kadłuba zwykłego PzKpfw II. Testy prototypu wykazały jednak, że wewnątrz kadłuba jest bardzo mało miejsca. Dlatego zamówione 12 pojazdów serii próbnej otrzymały nowo zbudowane podwozia oparte na komponentach PzKpfw II, przedłużone o 600 i poszerzone o 320 mm. Wydłużenie podwozia wymusiło dodanie szóstej pary kół jezdnych. Dla zwiększenia miejsca, silnik został zamontowany poprzecznie z tytułu kadłuba. Zastosowano nieco mocniejszy 8-cylindrowy silnik benzynowy Büssing-NAG L8V o pojemności 7,91 l i mocy 155 KM. Wał napędowy poprowadzony był wzdłuż prawej strony kadłuba. Otwierane klapy nad silnikiem polepszały chłodzenie. Opancerzenie tworzyły płyty pancerne o grubości 14,5 mm (jak w PzKpfw II), wraz z tarczą działa tej grubości, jedynie przód kadłuba miał pancerza grubości 30 mm, a góra była odkryta. Zapas amunicji wynosił 10 nabojów do działa 150 mm (starsze źródła podawały 30 nabojów). Działo dysponowało kątem ostrzału od -4° do +75° w pionie oraz po 6,5° w poziomie.
Przeprowadzone modyfikacje sprawiły, że do budowy nowych dział nie mogły być wykorzystywane podwozia czołgów PzKpfw II wycofywanych z uzbrojenia. Mimo powiększenia kadłuba, przestrzeń wewnątrz niego nadal była zbyt mała jak na potrzeby działa 150 mm i jego obsługi. Dlatego w grudniu 1941 i styczniu 1942 roku wyprodukowano w zakładach Alkett tylko 12 egzemplarzy serii próbnej.

## Służba
Wyprodukowane 12 pojazdów wcielone zostało po sześć do dwóch samodzielnych kompanii dział piechoty 707 i 708 (niem. sIG Kp. (mot. S)). Kompanie te przydzielono do dwóch pułków piechoty 90 Dywizji Piechoty Lekkiej, włączonej w skład Afrika Korps.
Działa 708 kompanii dotarły na front w Afryce północnej w lutym, a 707 kompanii w kwietniu 1942 roku. Zostały użyte podczas ofensywy niemieckiej rozpoczętej w maju tego roku. Pojazdy zostały ocenione jednak jako mało udane z powodu przegrzewających się silników i przeciążonego podwozia. 23 października 1942 roku, przed bitwą pod El Alamein, Panzer-Armee Afrika dysponowała jeszcze 8 działami, aczkolwiek nie wiadomo, ile było sprawnych. Wszystkie utracono do 2 grudnia 1942 roku. Przynajmniej sześć pojazdów, będących w naprawie, zostało zdobyte przez Brytyjczyków po odwrocie niemieckim. 
Jedno z dział po uszkodzeniu zostało zabudowane na podwoziu czołgu PzKpfw III Ausf. H.
Po II wojnie światowej pewna liczba pojazdów została przejęta przez Egipt i następnie użyta bojowo podczas wojny izraelsko-arabskiej 1948-49.
Pojazd był oznaczony oficjalnie jako: 15 cm sIG 33B Selbstfahrlafette, w skrócie: 15 cm sIG 33B (Sfl) („15 cm ciężkie działo piechoty 33B samobieżne”). W literaturze oznaczany jest także jako 15 cm sIG 33 auf Fahrgestell Panzerkampfwagen II(Sf), w skrócie 15 cm sIG 33 auf Fgs PzKpfw II(Sf) („15 cm ciężkie działo piechoty 33 na podwoziu czołgu II (samobieżne)”). W starszych mniej dokładnych publikacjach spotykano oznaczenie pojazdu Sturmpanzer II.